# Campeonato Europeo de Tiro de 2024
El XL Campeonato Europeo de Tiro se celebró en Osijek (Croacia) entre el 21 de mayo y el 2 de junio de 2024 bajo la organización de la Confederación Europea de Tiro (ESC) y la Federación Croata de Tiro Deportivo.
Las competiciones se realizaron en el Campo de Tiro Pampas de la ciudad croata.

## Resultados

### Masculino
| Evento                                 | Oro                                | Plata                             | Bronce                            |
| -------------------------------------- | ---------------------------------- | --------------------------------- | --------------------------------- |
| Rifle 3 posiciones 300 m (23.05)       | Péter Sidi · Rumania · 593         | Bernhard Pickl · Austria · 588    | Gilles Dufaux · Suiza · 585       |
| Rifle 3 posiciones 300 m (equipos)     | Suiza ·                            | Austria ·                         | Polonia ·                         |
| Rifle en pos. tendida 300 m (22.05)    | Rajmond Debevec Eslovenia 598      | Alexander Schmirl · Austria · 596 | Péter Sidi · Rumania · 596        |
| Rifle en pos. tendida 300 m (equipos)  | Suiza ·                            | Austria ·                         | Suecia ·                          |
| Rifle 3 posiciones 50 m (28.05)        | Jon-Hermann Hegg · Noruega · 462,3 | Serhi Kulish · Ucrania · 461,1    | Patrik Jány · Eslovaquia · 450,2  |
| Rifle 3 posiciones 50 m (equipos)      | República Checa ·                  | Eslovaquia ·                      | Serbia                            |
| Rifle en pos. tendida 50 m (30.05)     | Patrik Jány · Eslovaquia · 628,8   | Jón Sigurðsson Islandia 627,0     | Jesper Johansson · Suecia · 627,0 |
| Rifle en pos. tendida 50 m (equipos)   | Eslovaquia ·                       | República Checa ·                 | Noruega ·                         |
| Pistola rápida de fuego 25 m (29.05)   | Maxym Horodynets · Ucrania · 31    | Riccardo Mazzetti · Italia · 28   | Christian Reitz · Alemania · 26   |
| Pistola rápida de fuego 25 m (equipos) | Alemania ·                         | Ucrania ·                         | República Checa ·                 |

### Femenino
| Evento                                | Oro                                     | Plata                                  | Bronce                         |
| ------------------------------------- | --------------------------------------- | -------------------------------------- | ------------------------------ |
| Rifle 3 posiciones 300 m (23.05)      | Agathe Girard Francia 589               | Karolina Romańczyk · Polonia · 589     | Katrine Lund · Noruega · 588   |
| Rifle 3 posiciones 300 m (equipos)    | Noruega ·                               | Suiza ·                                | Estonia                        |
| Rifle en pos. tendida 300 m (22.05)   | Charlotte Jakobsen Dinamarca 595        | Anžela Voronova Estonia 595            | Karina Kotkas Estonia 594      |
| Rifle en pos. tendida 300 m (equipos) | Suiza ·                                 | Estonia                                | Polonia ·                      |
| Rifle 3 posiciones 50 m (28.05)       | Chiara Leone · Suiza · 463,5            | Julia Ewa Piotrowska · Polonia · 460,8 | Emely Jäggi · Suiza · 450,7    |
| Rifle 3 posiciones 50 m (equipos)     | Suiza ·                                 | Noruega ·                              | Polonia ·                      |
| Rifle en pos. tendida 50 m (30.05)    | Sára Karasová · República Checa · 629,7 | Daria Chuprys · AIN · 628,8            | Jenny Stene · Noruega · 628,5  |
| Rifle en pos. tendida 50 m (equipos)  | República Checa ·                       | Noruega ·                              | Suiza ·                        |
| Pistola 25 m (29.05)                  | Camille Jedrzejewski Francia 33         | Doreen Vennekamp · Alemania · 32       | Aliaxandra Piatrova · AIN · 25 |
| Pistola 25 m (equipos)                | Alemania ·                              | Hungría ·                              | Bulgaria                       |

### Abierto
| Evento                        | Oro                             | Plata                          | Bronce                              |
| ----------------------------- | ------------------------------- | ------------------------------ | ----------------------------------- |
| Rifle estándar 300 m (25.05)  | Bernhard Pickl · Austria · 591  | Silvia Guignard · Suiza · 590  | Karl Olsson · Suecia · 588          |
| Pistola 50 m (31.05)          | Emīls Vasermanis Letonia 565    | Lauris Strautmanis Letonia 557 | Oleh Omelchuk · Ucrania · 555       |
| Pistola estándar 25 m (31.05) | Kévin Chapon Francia 578        | Veronika Major · Hungría · 574 | Ruslan Lunyov Azerbaiyán 570        |
| Pistola de fuego 25 m (02.06) | Martin Bolek · Eslovaquia · 583 | Ruslan Lunyov Azerbaiyán 582   | Tomáš Těhan · República Checa · 577 |

### Mixto
| Evento                               | Oro                                                | Plata                                                  | Bronce                                         |
| ------------------------------------ | -------------------------------------------------- | ------------------------------------------------------ | ---------------------------------------------- |
| Rifle 3 posiciones 300 m (25.05)     | Suecia · Elin Åhlin · Karl Olsson                  | Suiza · Silvia Guignard · Pascal Bachmann              | Austria · Jasmin Kitzbichler · Bernhard Pickl  |
| Rifle en pos. tendida 300 m (24.05)  | Suecia · Elin Åhlin · Karl Olsson                  | Polonia · Karolina Romańczyk · Daniel Romańczyk        | Dinamarca Charlotte Jakobsen Carsten Brandt    |
| Rifle 3 posiciones 50 m (29.05)      | Ucrania · Daria Dudka · Serhi Kulish               | Noruega · Mari Bårdseng Løvseth · Henrik Larsen        | Suiza · Nina Christen · Christoph Dürr         |
| Rifle en pos. tendida 50 m (01.06)   | Eslovaquia · Daniela Demjén Pešková · Ondrej Holko | República Checa · Veronika Blažíčková · Petr Nymburský | Eslovaquia · Miroslava Kyseľová · Štefan Šulek |
| Pistola rápida de fuego 25 m (31.05) | Ucrania · Yuliya Korostylova · Maxym Horodynets    | Ucrania · Anastasiya Nimets · Volodymyr Pasternak      | Bulgaria Lidiya Nencheva Stoyan Pushkov        |

## Medallero
| Núm. | País            | Oro | Plata | Bronce | Total |
| ---- | --------------- | --- | ----- | ------ | ----- |
| 1    | Suiza           | 5   | 3     | 4      | 12    |
| 2    | Eslovaquia      | 4   | 1     | 2      | 7     |
| 3    | Ucrania         | 3   | 3     | 1      | 7     |
| 4    | República Checa | 3   | 2     | 2      | 7     |
| 5    | Francia         | 3   | 0     | 0      | 3     |
| 6    | Noruega         | 2   | 3     | 3      | 8     |
| 7    | Alemania        | 2   | 1     | 1      | 4     |
| 8    | Suecia          | 2   | 0     | 3      | 5     |
| 9    | Austria         | 1   | 4     | 1      | 6     |
| 10   | Letonia         | 1   | 1     | 0      | 2     |
| 11   | Dinamarca       | 1   | 0     | 1      | 2     |
| 11   | Rumania         | 1   | 0     | 1      | 2     |
| 13   | Eslovenia       | 1   | 0     | 0      | 1     |
| 14   | Polonia         | 0   | 3     | 3      | 6     |
| 15   | Estonia         | 0   | 2     | 2      | 4     |
| 16   | Azerbaiyán      | 0   | 1     | 1      | 2     |
| 16   | AIN             | 0   | 1     | 1      | 2     |
| 18   | Hungría         | 0   | 2     | 0      | 2     |
| 19   | Italia          | 0   | 1     | 0      | 1     |
| 19   | Islandia        | 0   | 1     | 0      | 1     |
| 21   | Bulgaria        | 0   | 0     | 2      | 2     |
| 22   | Serbia          | 0   | 0     | 1      | 1     |
|      | TOTAL           | 29  | 29    | 29     | 87    |

1. 1 2 3  Los deportistas de Bielorrusia participaron bajo la denominación «Atletas Individuales Neutrales» y las siglas AIN.